# Родыгина, Алёна Владимировна
Алёна Владимировна Родыгина (27 декабря 1996) — российская футболистка, вратарь клуба «Рязань-ВДВ».

## Биография
В начале карьеры выступала в основном за клубы первого дивизиона России. По состоянию на 2013 год играла за клуб «Родина-66» (Екатеринбург) и заняла пятое место в финальном турнире первого дивизиона. Несколько лет играла за казанский «Мирас», а часть сезона 2017 года провела в клубе «Торпедо» (Ижевск), с которым участвовала в финальном турнире первой лиги. В 2020 году в составе «Дончанки» также участвовала в финальном турнире первой лиги, в полуфинале отразила три пенальти в послематчевой серии и стала серебряным призёром турнира.
Несколько раз пыталась пробиться в клубы высшего дивизиона — в 2016 году числилась в составе команды «Звезда-2005» (Пермь) и играла за дубль, а во второй половине 2019 года — в ижевском «Торпедо», но не выходила на поле.
В 2021 году выступала в высшем дивизионе за «Ростов», основанный на базе «Дончанки», была дублёром Кристины Фёдоровой. В высшей лиге сыграла один матч — 26 сентября 2021 года против московского «Локомотива» (0:1).
В январе 2023 года перешла в «Рязань-ВДВ».